# 13011 Loeillet
13011 Loeillet eller 1987 QS5 är en asteroid i huvudbältet som upptäcktes den 26 augusti 1987 av den belgiske astronomen Eric W. Elst vid La Silla-observatoriet. Den är uppkallad efter Jean-Baptiste Loeillet.